# 色川三郎兵衛

色川三郎兵衛の銅像

色川 三郎兵衛（いろかわ さぶろべえ、天保13年11月2日（1842年12月3日） - 明治38年（1905年）2月21日）は、日本の醤油醸造家、政治家。衆議院議員（2期）。旧名・海保幸八郎。諱は英俊。「三郎兵衛」は土浦色川家当主が代々名乗った名で、色川三郎兵衛（英明）は色川三中を参照。

## 略歴
上総国武射郡生まれ。
慶応3年（1867年）、土浦の醤油醸造家、色川三中の養嗣子（養孫）となり、岳父の三郎兵衛（貞興）から家督を受け継ぎ、三郎兵衛を襲名。明治16年（1883年）にはオランダの万国博覧会(アムステルダム国際植民地輸出博覧会)に出品し金牌を得た。政界にも進出し、県会議員を経て、明治23年（1890年）、立憲改進党から立候補し当選。衆議院議員を2期務めた。在任中、鉄道会社に働きかけて日本鉄道海岸線（現　常磐線）の敷設計画を変更させ、当時水害に悩まされていた土浦市の霞ヶ浦側に、線路の盛土を湖岸堤の代わりとして作らせたほか、逆流防止のため川口川閘門、田町川閘門の建設に出資するなど、土浦の水害対策に尽力した。なお、川口川閘門、田町川閘門は彼の死後、明治39年（1906年）に完成した。
大正7年（1918年）、従五位を追贈された。

## 家族
- 父は上総国堺村屋形（現・千葉県山武郡横芝光町）の割元格名主の海保長左衛門。[1][6]
- 兄（長左衛門の三男）は伊能節軒の娘の婿となり、伊能三郎左衛門家（伊能忠敬の直系）の夫婦養子となり、伊能景文と名乗った[7]。
- 妻のやいは、先代色川三郎兵衛（貞興）の長女。先代は下総国川原代村出身で旧名を木村政吉といい、従兄の色川三中の養子に入り、三中の娘の嫁ぎ先・柴田家の娘を妻とし、代々当主が名乗っていた三郎兵衛を三中没後に襲名した。[1]
- 次男の色川俊次郎（1883年生）は慶応大学理財科を出て三菱銀行に入り、のち三井信託銀行副社長。[1][8]
- 三男の色川三男（1886年生）は、科学技術者。東京帝国大学農科大学農芸化学科を卒業後、鹿児島高等農林学校講師を経て、朝鮮総督府中央試験所技師、農商務省技師、内務省社会局技師となり、国際労働総会政府代表などを務めた[9][10]。
- 長女・よしは湯本武比古の妻[1]。
- 三女・とくは伊沢多喜男の妻[1]。その次男に飯沢匡[11]。
- 色川武大や色川大吉も親類にあたる[12]。武大は色川三中の弟・色川御蔭（1815-1873）の曾孫[1]。